# Carl Frisk
Carl Frisk, född 20 november 1865 i Hudiksvall, död 26 juli 1944 i Oscars församling, Stockholm, var en svensk bankman. 
Efter mogenhetsexamen i Stockholm 1883, blev Frisk student vid Uppsala universitet samma år och avlade hovrättsexamen där 1887. Han var anställd på handels- och advokatkontor i Paris och London 1887–1890, genomförde tingstjänstgöring i Hedemora och Garpenbergs tingslag 1891–1892 och blev vice häradshövding sistnämnda år. 
Frisk var anställd hos advokatfirman Herlitz & Santesson 1892–1893, kanslist i Sveriges riksbanks ombudsmannaexpedition 1893–1895, notarie i riksdagens bankoutskott och sekreterare i sammansatta banko- och lagutskottet 1894–1895. Han var 1896–1900 kassadirektör och styrelseledamot i Stockholms Inteckningsgaranti AB, kassadirektör i Stockholms Enskilda Bank 1901–1907, styrelseledamot där 1901–1911 och vice verkställande direktör där 1907–1911. 
Frisk var styrelseledamot i Stockholms Handelsbank 1911 och dess verkställande direktör 1912–1922. Han var därjämte ordförande eller ledamot i styrelserna för ett antal sågverks-, bruks- och industribolag, i Svenska Bankmannaföreningen (1911) och Svenska Emissionsbolaget (1912). Han var en av initiativtagarna till aktiekonsortiet Moneta 1919 och styrelseledamot i Société Financière Suisse et Scandinave AB 1924–1944. Carl Frisk är begravd på Ingarö kyrkogård.